# Endymion Porter

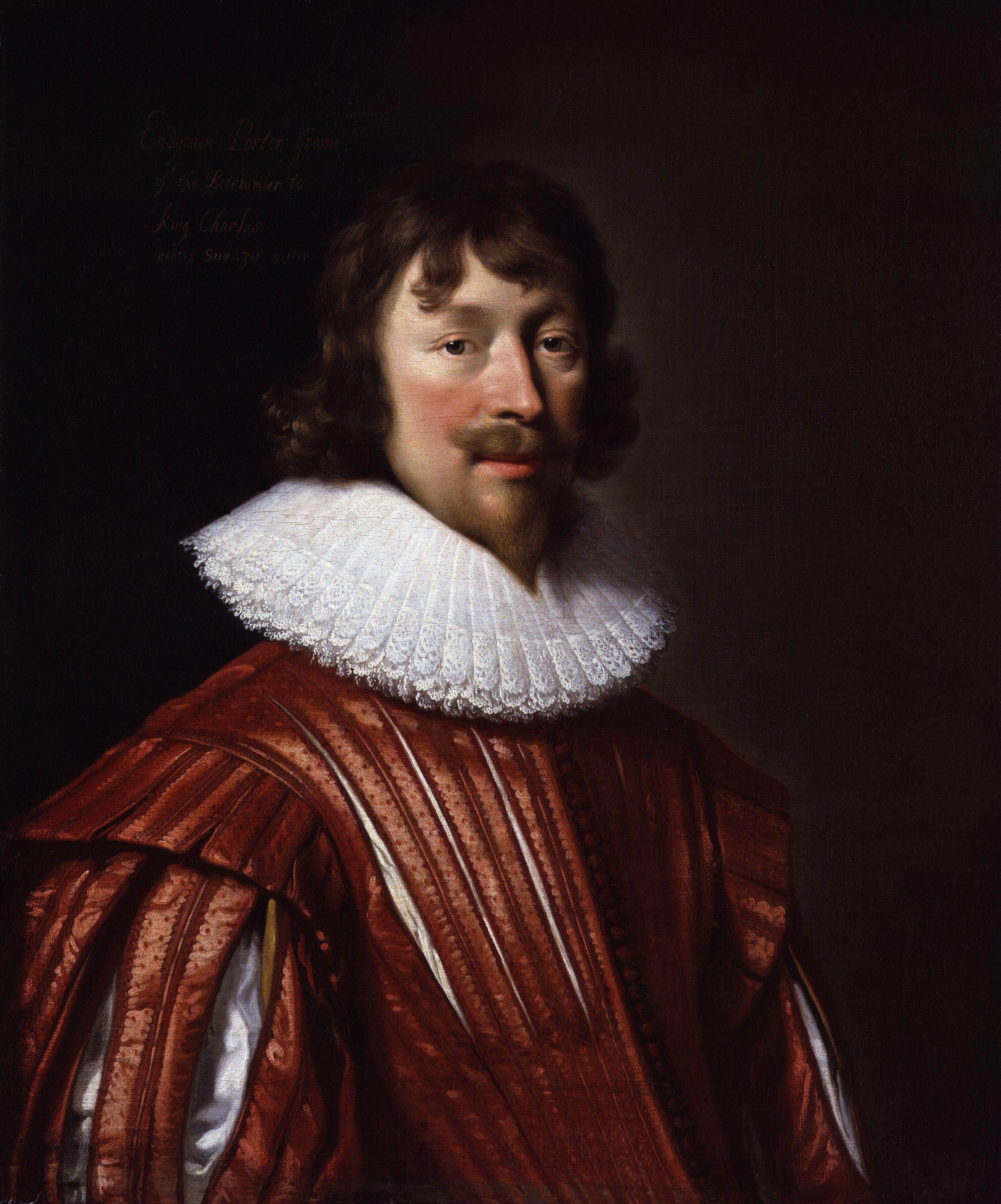
Endymion Porter.

Endymion Porter, född 1587, död 1649, var en engelsk hovman och politiker.
Porter uppfostrades hos släktingar i Spanien, var där en tid page hos ministern Oliváres, gifte sig 1620 med en systerdotter till Buckingham och fick genom dennes bemedling anställning vid engelska hovet, där han vann ynnest hos prinsen av Wales. Som väl förtrogen med spanska förhållanden sändes Porter 1622 till Spanien för att förbereda prinsens och Buckinghams färd dit 1623 i samband med den förres frieri till en spansk infanta, och han var dem även följaktig som tolk på denna resa. År 1628 sändes Porter ånyo i en diplomatisk mission till Spanien. Han var Karl I personligen mycket tillgiven, var hans främste medhjälpare vid hopbringandet av dennes värdefulla tavelsamling och i denna egenskap förtrolig vän med Rubens, Anthonis van Dyck och andra målare, uppträdde som mecenat för Davenant, Herrick med flera skalder samt sökte som medlem av "långa parlamentet" (från 1640) i det längsta där främja konungens intressen. Porter var, bland annat till följd av sin hustrus romersk-katolska trosbekännelse, starkt misstrodd av puritanerna, utpekades redan i februari 1642 som "farlig rådgivare" till kungen och uteslöts i mars 1643 ur parlamentet. Han tjänstgjorde sedan som överste i den kungliga armén, nödgades 1645 gå i landsflykt och återkom till England kort före sin död.